# Amtsgericht Alexandrowo
Das Amtsgericht Alexandrowo war ein deutsches Gericht der ordentlichen Gerichtsbarkeit im Bezirk des Landgerichts Litzmannstadt mit Sitz in Alexandrowo.

## Geschichte
Das Landgericht Hohensalza mit Sitz in Inowrocław (damaliger offizieller Name: Hohensalza) wurde während der deutschen Besetzung Polens 1939 mit Erlass vom 26. November 1940 als Landgericht im Bezirk des  Oberlandesgerichtes Posen gebildet.  In  Alexandrowo  wurde das  Amtsgericht Alexandrowo als eines von zehn Amtsgerichten dieses Landgerichtes gebildet.
Im Jahre 1945 wurde der Landgerichtsbezirk wieder unter polnische Verwaltung gestellt. Damit endete auch die kurze Geschichte des Amtsgerichtes Alexandrowo. Wieder unter polnischer Verwaltung entstand das Sąd Rejonowy w Aleksandrowie Kujawskim (1950–1975: Sąd Powiatowy w Aleksandrowie Kujawskim).